# Mount Crowell
Mount Crowell ist ein rund 1400 m hoher Berg nahe der Lassiter-Küste im Palmerland auf der Antarktischen Halbinsel. Er ragt im nördlichen Teil der Rare Range auf.
Der United States Geological Survey kartierte ihn anhand eigener Vermessungen und Luftaufnahmen der United States Navy aus den Jahren von 1961 bis 1967. Das Advisory Committee on Antarctic Names benannte ihn 1968 nach John C. Crowell, Geologe auf der McMurdo-Station zwischen 1966 und 1967.